# Chau Sen Cocsal Chhum
Chau Sen Cocsal Chhum, född 9 september 1905 i Tri Tôn, Vietnam, död 22 januari 2009 i Phnom Penh, Kambodja, var en kambodjansk politiker.
Chhum var Kambodjas tillförordnade premiärminister 6 augusti–6 oktober 1962 samt president i landets nationalförsamling 1962–63 och 1966–68. När han avled 2009 var han 103 år och 135 dagar gammal, vilket gör honom till den längst levande statsmannen genom tiderna.